# Herbert Heinrich (Schwimmer)
Herbert Heinrich (* 27. Juli 1899 in Leipzig; † 17. Februar 1975 in Düsseldorf) war ein deutscher Schwimmsportler. Er gewann 1926 und 1927 den Europameistertitel in der 4-mal-200-Meter-Freistilstaffel.

## Karriere
Herbert Heinrich von Poseidon Leipzig war in der ersten Hälfte der 1920er Jahre der beste deutsche Freistilschwimmer auf den kurzen Distanzen. Da die deutschen Sportler aber nach dem Ersten Weltkrieg 1920 und 1924 von Olympischen Spielen ausgeschlossen waren, konnte er erst bei den ersten Schwimmeuropameisterschaften, die 1926 in Budapest ausgetragen wurden, bei internationalen Meisterschaften antreten. Über 400 Meter Freistil lag er im Ziel sieben Sekunden hinter dem Schweden Arne Borg, gewann aber Silber vor dem Darmstädter Friedel Berges. In der einzigen Staffelentscheidung, der 4-mal-200-Meter-Freistilstaffel war Heinrich Schlussschwimmer nach August Heitmann, Joachim Rademacher und Friedel Berges; in 9:57,2 Minuten siegte die deutsche Staffel vor den Ungarn und den Schweden. Im Jahr darauf fanden in Bologna die Schwimmeuropameisterschaften 1927 statt. Arne Borg gewann alle drei Freistildistanzen, über 400 Meter hatte er erneut sieben Sekunden Vorsprung auf Heinrich, der wieder die Silbermedaille erhielt. Die deutsche Staffel gewann in 9:49,6 Minuten vor den Schweden und den Ungarn.
Bei den Olympischen Spielen 1928 in Amsterdam schied Heinrich über 100 Meter Freistil im Vorlauf und über 400 Meter Freistil im Halbfinale aus. Die Medaillenchance in der Staffel verpassten Karl Schubert, August Heitmann, Friedel Berges und Herbert Heinrich durch eine Disqualifikation im Vorlauf. 1931 nahm Heinrich auch an den dritten Schwimmeuropameisterschaften in Paris teil. In 9:48,6 Minuten gewann er zusammen mit Karl Schubert, Raimund Deiters und Hans Balk die Silbermedaille hinter der ungarischen Staffel.

## Deutsche Meistertitel
- 100 Meter Freistil: 1921, 1922, 1923, 1924, 1925
- 200 Meter Freistil: 1928
- 400 Meter Freistil: 1921, 1922, 1923, 1925, 1927, 1929